# Dirk Mannewitz
Dirk Mannewitz (* 3. September 1990) ist ein ehemaliger deutscher Skilangläufer und Rollski-Spezialist.

## Werdegang
Mannewitz gab am 30. August 2013 sein internationales Debüt im Rollerski-Weltcup der Senioren im französischen La Bresse und wurde im Sprint Freistil Zehnter. Einen Tag später im 13,6-km-Freistil Massenstart 14. In der Gesamtwertung wurde er 53. Am 26. Mai 2013 bestritt er sein erstes Rennen im Rollski-Sachsen-Cup in Markkleeberg und wurde Vierter in der Klasse Herren. Beim Saisonfinale im Rollski-Sachsen-Cup wurde er Zweiter in Schkeuditz. Bei seiner ersten Deutschen Rollerskimeisterschaften belegte er in Klotzsche auf der 6-km-Flachstrecke den sechsten Platz in der Klasse Herren. In der Saison 2014 nahm er an zwei Weltcupstationen teil. Sein bestes Ergebnis war zweimal ein zehnter Platz. Am Ende der Saison wurde er in der Gesamtwertung 31. Bei den Deutschen Rollerskimeisterschaften in Seiffen wurde er im 10-km-Berglauf Vierter und auf der 6-km-Flachstrecke in Stadthagen Sechster in der Klasse Herren. Bei den ersten Sachsenmeisterschaften 2014 in Trebsen gewann er die Silbermedaille in der Klasse der Herren. Im Rollski-Cup-Sachsen gewann er 2014 den Hohburger Rollskilauf in der Klasse Herren.

## Erfolge

### Weltcup
- Platzierungen im Senioren-Weltcup

| Saison | Gesamt |
| ------ | ------ |
| 2013   | 53.    |
| 2014   | 31.    |